# Allegany Reservation
Die Allegany Reservation ist ein Indianerreservat der Seneca-Indianer
im Cattaraugus County, New York. Das U.S. Census Bureau hat bei der Volkszählung 2020 eine Einwohnerzahl von 1.064 ermittelt.

## Geografie
Das Reservat umfasst 113,1 km². Davon sind 94,2 km² Land und 18,8 km² Wasser.

## Demografische Daten
Gemäß dem US-Zensus lebten im Jahre 2000 1099 Personen in dem Reservat, verteilt auf 410 Haushalte und 280 Familien. Dies ergibt eine Bevölkerungsdichte von 11,7 Personen pro km². Die Bewohner der Reservation setzen sich aus 42,13 % Weißen, 0,82 % Schwarzen, 53,78 % Indianern, 0,45 % Asiaten, 0,18 % von anderen Menschen und 2,64 % Mischlingen zusammen. 2,00 % sind Hispanic oder Latino.
In 30,7 % der 410 Haushalte leben Kinder unter 18 Jahren. 40,7 % der Haushalte bestehen aus verheirateten Paaren, bei 18,0 % lebt eine Frau ohne Gatten und 31,7 % sind keine Familien. 24,1 % bestehen aus Einzelpersonen und bei 9,5 % lebt eine Person alleine, die 65 Jahre oder älter ist. Im Durchschnitt besteht ein Haushalt aus 2,63 Personen; die durchschnittliche Familiengröße ist 3,08 Personen.
29,9 % sind unter 18 Jahren, 7,7 % zwischen 18 und 24, 27,2 % zwischen 25 und 44, 21,4 % zwischen 45 und 64 und 13,7 % 65 oder älter. Das Durchschnittsalter ist 34 Jahre. Auf 100 Frauen kommen 103,1 Männer; auf 100 Frauen unter 18 Jahren 94,9 Männer.
Ein Haushalt nimmt pro Jahr durchschnittlich 28.971 Dollar ein, eine Familie 30.250 Dollar. Männer verdienen durchschnittlich $23.958, Frauen $20.982. Das durchschnittliche Pro-Kopf-Einkommen ist $12.681. 22,6 % der Einwohner, resp. 17,0 % der Familien leben unter der Armutsgrenze. 24,7 % der Personen, die unter der Armutsgrenze leben, sind unter 18 Jahre alt, 22,3 % sind älter als 65.
Siehe auch: Liste der Indianerreservate